# Auckland International 1999
Die Auckland International 1999 im Badminton fanden Mitte August 1999 statt.

## Die Sieger und Platzierten
| Disziplin    | Gold                          | Silber                                | Bronze                                |
| ------------ | ----------------------------- | ------------------------------------- | ------------------------------------- |
| Herreneinzel | Hidetaka Yamada               | Geoffrey Bellingham                   | Josemari Fujimoto                     |
| Herreneinzel | Hidetaka Yamada               | Geoffrey Bellingham                   | Bertrand Gallet                       |
| Dameneinzel  | Rhona Robertson               | Rebecca Gordon                        | Sandra Dimbour                        |
| Dameneinzel  | Rhona Robertson               | Rebecca Gordon                        | Kellie Lucas                          |
| Herrendoppel | David Bamford Peter Blackburn | Dean Galt Daniel Shirley              | Josemari Fujimoto Naoshige Kataoka    |
| Herrendoppel | David Bamford Peter Blackburn | Dean Galt Daniel Shirley              | Hiroshi Kagaya Masahiro Yabe          |
| Damendoppel  | Rhonda Cator Amanda Hardy     | Larisa Kishore Sara Runesten-Petersen | Rebecca Gordon Lianne Shirley         |
| Damendoppel  | Rhonda Cator Amanda Hardy     | Larisa Kishore Sara Runesten-Petersen | Rayoni Head Kate Wilson-Smith         |
| Mixed        | David Bamford Amanda Hardy    | Daniel Shirley Renee Flavell          | Anton Gargiulo Sara Runesten-Petersen |
| Mixed        | David Bamford Amanda Hardy    | Daniel Shirley Renee Flavell          | Denis Constantin Vanessa Tyrrell      |